# Legende (Tarnung)
Eine Legende zur Tarnung bezeichnet allgemein das Vortäuschen eines Sachverhaltes. Sie bezieht sich häufig auf die Biografie einer Person, aber auch auf Objekte (z. B. konspirative Wohnungen), Organisationen und Tätigkeiten. Sie dient dazu, den wahren Auftrag und Zweck, Herkunft und Absichten zu verschleiern. 
Polizeivollzugsbeamte, die als verdeckte Ermittler im Rahmen der Gefahrenabwehr (z. B. § 45 Abs. 2 Nr. 5 Bundeskriminalamtgesetz) oder Strafverfolgung (z. B. § 110a StPO) tätig sind, private Ermittler und „verdeckte Mitarbeiter“ von Nachrichtendiensten (z. B. § 9a Abs. 1 S. 1 BVerfSchG) nutzen ihnen verliehene und auf Dauer angelegte, veränderte Identitäten als Legenden. Eine Legende kann auch Bestandteil eines Zeugenschutzprogramms sein, um insbesondere im Kampf gegen die Organisierte Kriminalität die Aussage von gefährdeten Zeugen zu sichern. „Legendenpapiere“ können eine Legende stützen.
Die Legende ist eine Zweckerzählung, die auf einer Mischung aus Wahrheit und Erfindung aufgebaut ist und in möglichst jeder ihrer Einzelheiten einer Nachprüfung standhält. Daher soll sie möglichst viele wahre Tatsachen enthalten und nur so viele Erfindungen, wie für ihren Zweck nötig ist.
Das zugehörige Verb heißt legendieren (erfinden oder entwickeln einer Legende). Auch Objekte, z. B. konspirative Wohnungen oder Liegenschaften, können legendiert (synonym: abgetarnt) werden, um ihre wahre Funktion geheim zu halten.

## Biografische Legende

### Formen
Die komplexeste und daher nur selten angewandte Form der Legende ist das Erstellen einer völlig neuen Biografie. Praktikabler hingegen ist das Ändern von persönlichen Daten (Geburtsdatum, Geburtsort, Familienstand usw.). Die Legende kann sich auch nur auf bestimmte Tatsachen beziehen (z. B. Zeit des Militärdienstes, Verschweigen „verdächtiger“ Tätigkeiten o. ä.).

### Probleme
Die Legende muss zu der Person passen, für die sie entwickelt wird; sie muss plausibel sein und glaubwürdig vertreten werden können. Die Legende sollte darum immer gemeinsam mit dem Betreffenden erarbeitet werden.
Ein typisches Problem bei der biografischen Legende ist die Begründung spezieller Qualifikationen: Wenn die Person über Fähigkeiten verfügt (z. B. Fremdsprachenkenntnisse), die nicht durch die Legende „abgedeckt“ werden, so muss sichergestellt sein, dass diese Fähigkeiten nicht eingesetzt werden. Widrigenfalls kann die gesamte Legende unglaubwürdig werden. Daher empfiehlt es sich eher, die Legende an solchen Fähigkeiten auszurichten, statt sie zu verschweigen.
Noch offensichtlicher wäre der umgekehrte Fall, bei dem einer Person durch die Legende Fähigkeiten zugeschrieben werden, die sie in Wirklichkeit nicht hat. Das kann eindeutig nachweisbare Fakten betreffen, z. B. eine angeblich absolvierte Ausbildung, aber auch solche, die sich eher indirekt aus der Legende ergeben: Wird einer Person beispielsweise ein längerer Aufenthalt im fremdsprachigen Ausland zugeschrieben, müssten zumindest einfache Kenntnisse der entsprechenden Sprache und landestypischer Gepflogenheiten vorhanden sein. Zwar können diese u. U. in gewissem Umfang nachträglich erworben werden, das Risiko einer Entdeckung bleibt jedoch ungleich größer als wenn die Legende einen realen Hintergrund hätte.

## Auftragslegende

### Formen
Beim Legendieren von Handlungen und Absichten – wenn also der eigentliche Auftrag verborgen werden soll – ist eine biographische Legende oft unnötig, kann aber unterstützend eingesetzt oder vorgehalten werden.
Beim Legendieren eines Auftrages können einerseits schwer bzw. nicht nachprüfbare Begründungen eingesetzt werden (z. B. persönliches Interesse, Hobby, Auftrag von nicht erreichbaren Personen oder Institutionen). Andererseits können staatliche oder andere dem Nachrichtendienst verbundene Stellen zur Abdeckung herangezogen werden (etwa Personen, die den vorgetäuschten Auftrag bestätigen, Dokumente usw.).

### Probleme
Beim Legendieren des Auftrags muss darauf geachtet werden, dass bei potenziell „verdächtigen“ Handlungen im Rahmen der Auftragserfüllung die Legende stets ausreicht, um Zweifel auszuräumen (Gegenbeispiel: Für das Fotografieren militärischer Einrichtungen wäre die Angabe einer „Hobby-Beschäftigung“ nicht ausreichend).

## Stützung, Qualität der Legende
Nachrichtendienste verfügen in der Regel über alle Mittel, um eine Legende zu belegen und dadurch glaubhafter machen zu können: Sie können Personaldokumente auf Decknamen anfertigen (lassen) oder beliebige Urkunden beschaffen bzw. fälschen (lassen).
Die Qualität einer Legende bemisst sich jedoch nicht primär an ihrer handwerklichen Ausarbeitung oder ihrer Stützung, sondern an der Art, wie sie von der betreffenden Person vertreten wird.

## Legendenspender
Im nachrichtendienstlichen Gebrauch einer Legende wird oft auf einen Legendenspender zurückgegriffen. Hierbei handelt es sich oft um eine real existierende Person, deren Daten, Legitimationspapiere, u. U. auch sonstiger Besitz, verwendet werden, eine Legende für einen Agenten zu erstellen. Oftmals geschieht dies ohne das Wissen der betreffenden Person und auch in Einzelfällen bei Personen, die ohne Angehörige allein lebten und ohne dass Behörden oder das Lebensumfeld vom Ableben Kenntnis erlangten. In der Zeit des Kalten Krieges wurden auch Personendaten z. B. in der Bundesrepublik genutzt, deren real existierender Eigentümer z. B. in der DDR lebte, und deren Daten das Ministerium für Staatssicherheit zur Einschleusung von Agenten nutzte. Zahlreiche dieser Fälle sind im Rahmen der Operation Anmeldung aufgedeckt worden, nachdem viele der Agenten jahrelang unerkannt in der Bundesrepublik gelebt und gearbeitet hatten. Bei dem Ministerium für Staatssicherheit waren das oftmals Offiziere im besonderen Einsatz (OibE), welche im In- und Ausland eingesetzt waren.